# Kisvásárhely
Kisvásárhely is een plaats (község) en gemeente in het Hongaarse comitaat Zala. Kisvásárhely telt 61 inwoners (2001).